# قطيانة (السوم)

تعديل مصدري - تعديل

قطيانة هي إحدى قرى عزلة السوم بمديرية السوم التابعة لمحافظة حضرموت، بلغ تعداد سكانها 166 نسمة حسب تعداد اليمن لعام 2004.